# Dolichomitus iridipennis
Dolichomitus iridipennis är en stekelart som först beskrevs av Morley 1913.  Dolichomitus iridipennis ingår i släktet Dolichomitus och familjen brokparasitsteklar. Inga underarter finns listade i Catalogue of Life.